# Anne Waldschmidt
Anne Waldschmidt (* 1958) ist eine deutsche Soziologin, die als Professorin an der Universität zu Köln lehrt und vor allem im Bereich Disability Studies forscht und publiziert. Sie hat die erste Universitätsprofessur für Soziologie und Politik der Rehabilitation, Disability Studies im deutschsprachigen Raum inne.

## Werdegang
Waldschmidt studierte Soziologie, Politikwissenschaft und Geschichte an der Universität Bremen und der University of Edinburgh. Sie schloss das Studium 1984 als Diplom-Sozialwissenschaftlerin ab und arbeitete anschließend drei Jahre für die Arbeiterwohlfahrt in Bremen. Von 1988 bis 1991 war sie Fachreferentin für Gen- und Fortpflanzungstechnologien bei der Bundestagsfraktion der Grünen in Bonn. Anschließend hatte sie von 1992 bis 1995 eine Stelle im Forschungsprojekt Heilpädagogik und Humangenetische Beratung der Universität Siegen inne. 1995 wurde Waldschmidt an der Universität Bremen mit der Studie „Das Subjekt in der Humangenetik“ zur Dr. rer. pol. promoviert. Danach übernahm sie für zwei Jahre eine Vertretungsprofessur an der Universität Siegen. Es folgte eine Tätigkeit als wissenschaftliche Mitarbeiterin an der Universität Dortmund in der DFG-Forschungsgruppe „Leben in Kurven-Landschaften. Flexibler Normalismus in Arbeitsleben und Alltag, Medien, elementarer und belletristischer Literatur“. Von 2000 bis 2002 war sie Professorin für Sozialwissenschaft am Fachbereich Pflegemanagement an der Evangelischen Hochschule Nürnberg. Danach wurde sie als Professorin für Soziologie in der Heilpädagogik, Sozialpolitik und Sozialmanagement an die Universität zu Köln berufen. Seit 2009 hat ihre Kölner Professur die Denomination Soziologie und Politik der Rehabilitation, Disability Studies. Dadurch wurde Waldschmidts Stelle in Köln zur ersten ordentlichen Professur für Disability Studies an einer deutschsprachigen Universität.
In anderen Ländern war Waldschmidt bisher tätig als Visiting Fellow am Centre for Biomedicine & Society, King’s College London (2008), Gastprofessorin an der Universität Stockholm (2008), Visiting Research Professor am Centre for Disability Studies der Universität Leeds (2010) und Gastprofessorin an der Universität Wien (2011).

## Arbeitsgebiete und internationale Vernetzung
Anne Waldschmidts Forschungsschwerpunkte sind Körpersoziologie, Wissenssoziologie, Politische Soziologie, soziologische Aspekte der Biopolitik, Norm, Normalität, Normalisierung und Behinderung, Selbsthilfeorganisation, Interessenvertretung und politische Partizipation behinderter Menschen, Disability History, Sozial-, Gesundheits-, Rehabilitations- und Behindertenpolitik im internationalen Vergleich, Diskurstheorie, Diskursanalyse sowie die qualitativ-empirische Sozialforschung.
Waldschmidt ist seit 2004 Leiterin der Internationalen Forschungsstelle Disability Studies (iDiS) und war 2006 Gründungsmitglied des Center for Diversity Studies (cedis) an der Universität zu Köln. 2012 war sie Gründungsmitglied von GeStiK – Gender Studies in Köln.
Von 2007 bis 2015 war Waldschmidt Mitglied von ANED – Academic Network of European Disability experts. Von 2013 bis 2016 lief im 7. Forschungsrahmenprogramm der EU für 3 Jahre das Projekt „DISCIT - Making Persons with Disabilities Full Citizens - New Knowledge for an Inclusive and Sustainable Social Model“, an dem sich Waldschmidt beteiligt hat.
2019 hat sie in Kooperation mit ALTER, European Society for Disability Research, und der Technischen Hochschule Köln, die internationale 8. ALTER-Jahrestagung an der Universität zu Köln durchgeführt. Von 2018 bis 2023 leitet sie das von der Deutschen Forschungsgemeinschaft geförderte Forschungsprojekt „Dispositive von ‚dis/ability‘ im gesellschaftlichen Wandel. (Erwerbs-)Arbeit als biographische Erfahrung und Alltagspraxis im Kontext von (Nicht-)Behinderung“. Von 2018 bis 2023 ist sie Mitglied des Wissenschaftlichen Beirats der Agentur der Europäischen Union für Grundrechte in Wien.
Waldschmidt ist seit 2007 zusammen mit Thomas Macho, Werner Schneider, Anja Tervooren und Heike Zirden Herausgeberin der Buchreihe Disability Studies: Körper – Macht – Differenz. 2022 hat sie das erste deutschsprachige, umfassende Handbuch Disability Studies herausgegeben.

## Schriften (Auswahl)
- Das Subjekt in der Humangenetik. Expertendiskurse zu Programmatik und Konzeption der genetischen Beratung 1945–1990. Westfälisches Dampfboot, Münster 1996, ISBN 3-929586-80-0 (zugleich Dissertation, Universität Bremen, 1995).
- mit Werner Schneider (Hrsg.): Disability Studies, Kultursoziologie und Soziologie der Behinderung. Erkundungen in einem neuen Forschungsfeld. Transcript, Bielefeld 2007, ISBN 978-3-89942-486-7.
- mit Anne Klein und Miguel Tamayo Korte unter Mitarbeit von Sibel Dalman-Eken: Das Wissen der Leute. Bioethik, Alltag und Macht im Internet. VS, Verlag für Sozialwissenschaften, Wiesbaden 2009, ISBN 978-3-531-15664-4.
- mit Elsbeth Bösl und Anne Klein (Hrsg.): Disability History. Konstruktionen von Behinderung in der Geschichte. Eine Einführung. Transcript, Bielefeld 2010, ISBN 978-3-8376-1361-2.
- Selbstbestimmung als Konstruktion. Alltagstheorien behinderter Frauen und Männer. 2., korrigierte Auflage. VS-Verlag, Wiesbaden 2012, ISBN 978-3-531-17538-6.
- mit Gabriele Lingelbach (Hrsg.): Kontinuitäten, Zäsuren, Brüche? Lebenslagen von Menschen mit Behinderungen in der deutschen Zeitgeschichte. Campus, Frankfurt am Main 2016, ISBN 978-3-593-50520-6.
- mit Hanjo Berressem und Moritz Ingwersen (Hrsg.): Culture – Theory – Disability: Encounters between Disability Studies and Cultural Studies. Transcript, Bielefeld 2017, ISBN 978-3-8394-2533-6 (Open Access)
- mit Rune Halvorsen, Bjørn Hvinden, Julie Beadle Brown, Mario Biggeri und Jan Tøssebro (Hrsg.): Understanding the Lived Experiences of Persons with Disabilities in Nine Countries. Active Citizenship and Disability in Europe. Volume 2, Routledge, London/New York 2018, ISBN 978-1-138-65292-7.
- Disability Studies zur Einführung. Junius, Hamburg 2020, ISBN 978-3-96060-319-1.
- Handbuch Disability Studies. Springer VS, Wiesbaden 2022, ISBN 978-3-531-17537-9.